# إسحاق بن تسفي
إسحاق بن تسفي (بالعبرية : יצחק בן צבי) (24 نوفمبر 1884- 23 أبريل 1963) مؤرخ وزعيم عمالي صهيوني، وهو ثاني رؤساء إسرائيل وصاحب أطول فترة رئاسة يقضيها رئيس إسرائيل (1952-1963).
بصفته عالِمًا، أجرى بن تسفي أبحاثًا واسعة حول الجاليات اليهودية في أرض إسرائيل، بما في ذلك تلك التي كانت موجودة قبل تأسيس الدولة الحديثة لإسرائيل. حافظ على تواريخ شفوية، وجمع شهادات من الشهود العيان والأدلة الوثائقية، ونشر عددًا من الكتب والمقالات حول هذا الموضوع. أسلط الضوء على تقاليدهم، ولغتهم، وفولكلورهم، وممارساتهم الدينية من خلال أعماله، التي كانت تركز في كثير من الأحيان على الجاليات المزراحية واليهود السفارديين، بالإضافة إلى الجالية السامرية. معهد بن زفي الذي أسسه وقاده ما زال يعتبر مؤسسة هامة للبحث حول الجاليات اليهودية في الشرق الأوسط.

## النشأة
ولد بن تسفي في بولتافا بأوكرانيا وكان الابن البكر لتسفي شيمشيليفيتز الذي اتخذ لاحقا اسم شيمشي. وكان ناشطا في الدفاع عن الذات اليهودية في الوحدات المنظمة في أوكرانيا للدفاع عن مذابح اليهود خلال عام 1905، وانضم لبوعالي صهيون (عمال صهيون). هاجر إلى فلسطين في 1907 واستقر في يافا، حيث ساعد في تنظيم وحدة هاشومير للدفاع الذاتي في البلاد. وفي عام 1909، أسس مدرسة الجيمنازيا العليا (الثانوية) في القدس مع راحيل يانائيت.

## الدراسة
بعد دراسته في ليسيه جلطة سراي (مدرسة جلطة سراي الفرنسية) في إسطنبول، درس بن زفي القانون في جامعة إسطنبول من 1912 إلى 1914، مع رئيس الوزراء الإسرائيلي المستقبل دافيد بن غوريون. وعادا إلى فلسطين في آب / أغسطس 1914، ولكن طردتهم السلطات العثمانية في عام 1915. وبعد انتقل كل منهما إلى نيويورك حيث شاركا في أنشطه الصهيونية وأسسا هحالوتس (حركة الرائد) هناك. كما أنهما ألفَّا كتاب الييديش أرض إسرائيل في الماضي والحاضر لتعزيز قضية الصهيونية بين يهود أمريكا.

## الهجرة إلى فلسطين
بعد هجرته إلى فلسطين في عام 1918، تزوج بن تسفي راحيل يانائيت. وله ولدان: أمرام وإيلي. وتوفي إيلي لاحقا في حرب 1948، والدفاع عن كيبوتس بيت كيشت. خدم بن تسفي مع دافيد بن غوريون في الفيلق اليهودي. وفي عام 1919، ساعد بن تسفي في تأسيس أحدوت هاعفوداه (حزب العمل)، وازداد نشاطه في الهاجاناه. وبعد ذلك انتخب في مجلس مدينة القدس والمجلس الوطني، وحكومة الظل للمستوطنين اليهود في فلسطين.
في عام 1924 أمر بن تسفي أبراهام تيهومي باغتيال يعقوب إسرائيل دي هان، على نحو ما أكده بحث شلومو ناكديمون وشاؤول مايزليش الذي نشر في عام 1985 تحت عنوان كتاب دي هان: أول اغتيال سياسي في فلسطين.

## اعلان الاستقلال 1948
عندما أعلنت إسرائيل نفسها كدولة، كان بن تسفي من بين الموقعين على اعلان الاستقلال يوم الجمعة 14 ايار / مايو 1948. وخدم في الكنيست الأول والثاني لحزب ماباي. وانتخب رئيسا لإسرائيل في 8 كانون الأول / ديسمبر 1952، وعمل رئيسا لها حتى وفاته. وطوال فترة رئاسته، كان يعيش في منزل متواضع يتكون من كوخ خشبي في القدس.
كان بن تسفي باحثا معروفا في التاريخ اليهودي والإثنولوجيا، وفي تاريخ أرض إسرائيل. وقد سمي معهد بن تسفي الذي يدرس تاريخ إسرائيل والجماعات اليهودية في شمال أفريقيا والشرق الأوسط باسمه.

## روابط خارجية
- إسحاق بن تسفي على موقع الموسوعة البريطانية (الإنجليزية)
- إسحاق بن تسفي على موقع مونزينجر (الألمانية)
- إسحاق بن تسفي على موقع إن إن دي بي (الإنجليزية)